# Łamanie słoniem

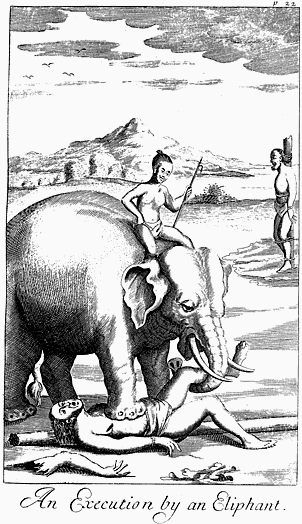
Skazaniec na Cejlonie rozrywany przez słonia (rycina z XVII-wiecznej relacji Roberta Knoxa)

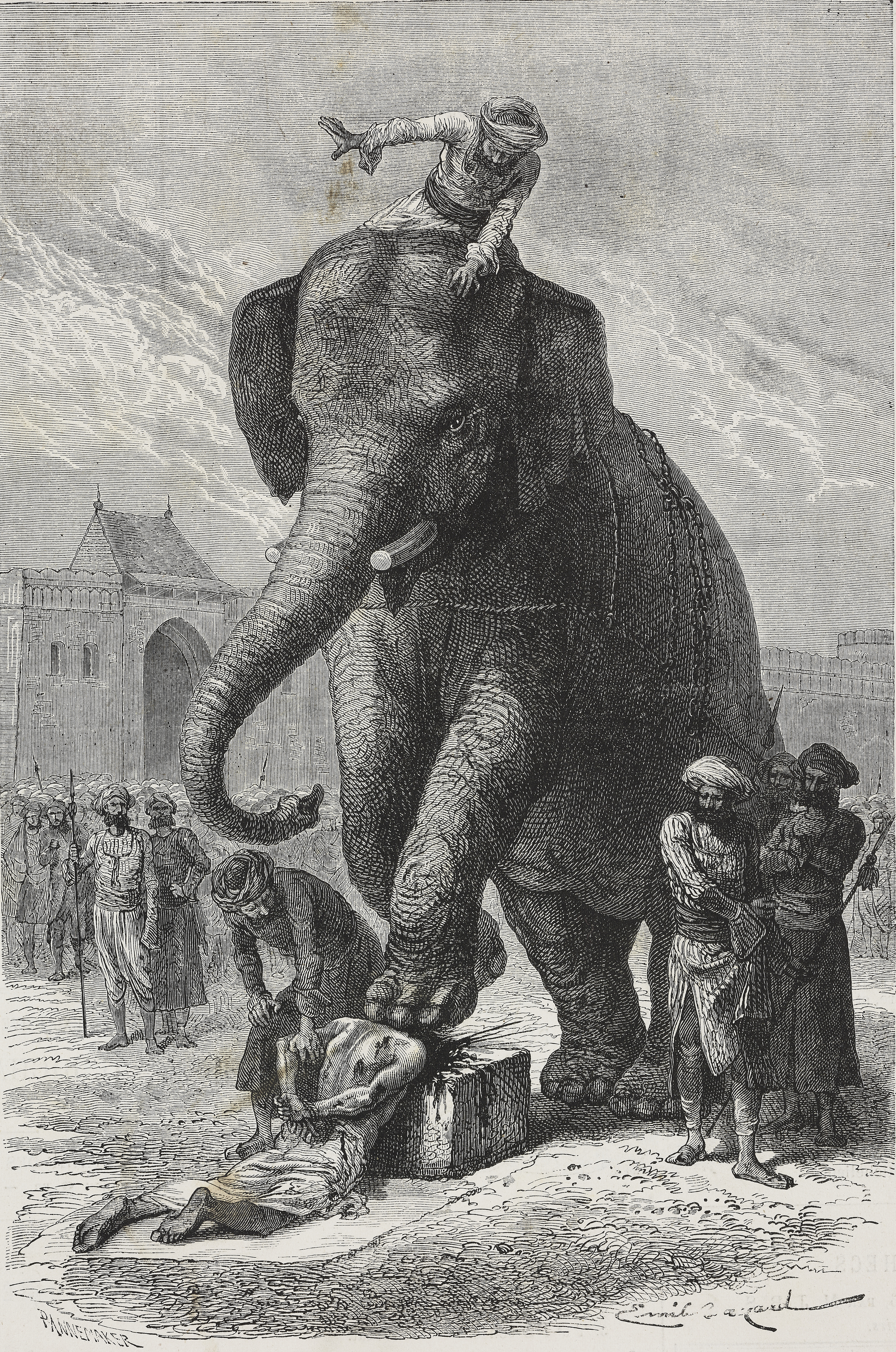
Zmiażdżenie przez słonia (ilustracja z popularnego francuskiego czasopisma podróżniczego, 1868)

Zasięg geograficzny stosowania kary łamania słoniem

Łamanie słoniem (także: rozerwanie, (z)miażdżenie słoniem; łamanie, rozerwanie, (z)miażdżenie przez/przy pomocy słonia) – dawna powszechna metoda wymierzania kary śmierci w Azji Południowej i Południowo-Wschodniej. 
Stosowano ją zwłaszcza w Indiach, gdzie słonie azjatyckie wykorzystywano do miażdżenia, rozczłonkowania lub torturowania skazańców w publicznych egzekucjach. Zwierzęta tresowano do natychmiastowego zabijania ofiar albo do powolnego ich torturowania przez dłuższy czas. Praktyka ta w starożytności stosowana była także przez Kartagińczyków i Rzymian.

## Aspekty kulturowe
Inteligencja, udomowienie i wszechstronność słonia wykazały jego znaczną przewagę nad innymi dzikimi zwierzętami (lwy, niedźwiedzie) używanymi przez Rzymian w charakterze katów. Wyzyskano fakt większej podatności słoni agresję i walkę niż np. koni: w przeciwieństwie do konia słoń w walce będzie deptał  
wrogów, stąd popularność słoni bojowych w armiach starożytnego świata (m.in. Hannibala). Stwierdzono też, że słonie można szkolić do wykonywania egzekucji na różne sposoby, np. możliwe jest nauczenie ich umiejętnego przedłużania agonii ofiary poprzez zadawanie powolnej śmierci albo też szybkiego uśmiercania skazanych poprzez miażdżące nadepnięcie na głowę.
W Azji słonie stanowiące najczęściej własność rodzin królewskich, używane były do demonstrowania poddanym zarówno władzy absolutnej monarchy, jak i jego panowania nad dzikimi bestiami. Królowie Syjamu tresowali swe słonie (będące tam symbolem czci oraz władzy królewskiej), by toczyły skazanego „powoli po ziemi, tak aby nie doznał poważnych obrażeń”. W trakcie egzekucji słoń znajdował się pod stałą kontrolą kornaka, dzięki czemu władca mógł udzielić w ostatniej chwili ułaskawienia i okazać miłosierdzie, jak odnotowywano to w różnych azjatyckich monarchiach. Użycie słoni jako narzędzi władzy państwowej wskazywało, iż władca mógł przewodzić bardzo potężnym stworzeniom, znajdującym się całkowicie pod jego kontrolą. Tym samym był postrzegany jako utrzymujący moralną i duchową dominację nad dzikimi zwierzętami, zwiększając ich autorytet i mistykę wśród poddanych.
Zwierzęta czasami też wykorzystywano w ordaliach, gdy skazanego więźnia uwalniano, jeżeli udało mu się odeprzeć atak słonia (co przekraczało zwykłe uprawnienia władcy).

## Zasięg geograficzny
Podobną karę wykonywano również w części świata zachodniego, gdzie najwcześniejsze zapisy takich egzekucji w starożytności pochodzą z okresu klasycznego. Starożytni Rzymianie, Kartagińczycy i Macedończycy niekiedy wykorzystywali słonie do egzekucji: antyczni kronikarze odnotowywali zbuntowanych żołnierzy, dezerterów, jeńców oraz zbrodniarzy wojennych skazywanych na śmierć pod stopami słonia.
W czasach nowożytnych widok słoni zabijających skazańców zarówno przeraził, jak i wzbudził zainteresowanie europejskich podróżników, odnotowany w wielu współczesnych czasopismach i relacjach z życia w Azji. Praktyka ta została ostatecznie zlikwidowana przez państwa europejskie, które podporządkowały sobie i skolonizowały regiony Azji w XVIII i XIX wieku.   